# ジェット風船

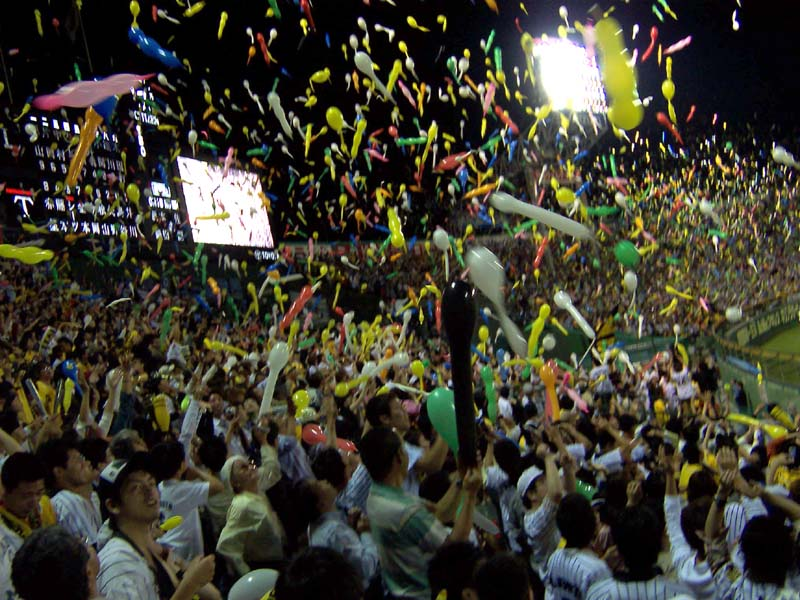
阪神甲子園球場でジェット風船が舞う様子（2005年公式戦中に撮影）

ジェット風船（ジェットふうせん）とは、飛ばすことを目的に開発されたゴム風船のことを言う。ロケット風船やスカイジェットバルーンとも呼ばれる。
以前は応援メガホンが球場の売店における主力商品であったが、千葉ロッテマリーンズを中心にメガホンを使わない応援スタイルに移行している球団もあり、一部球団では新型コロナウイルスが5類に移行をしてもジェット風船の使用自粛をしている球団があるため、コロナ禍が起こるまではジェット風船の売上だけで1試合1000万円を上回る日もあるなど、球団の主力商品になる程であった。

## 構造

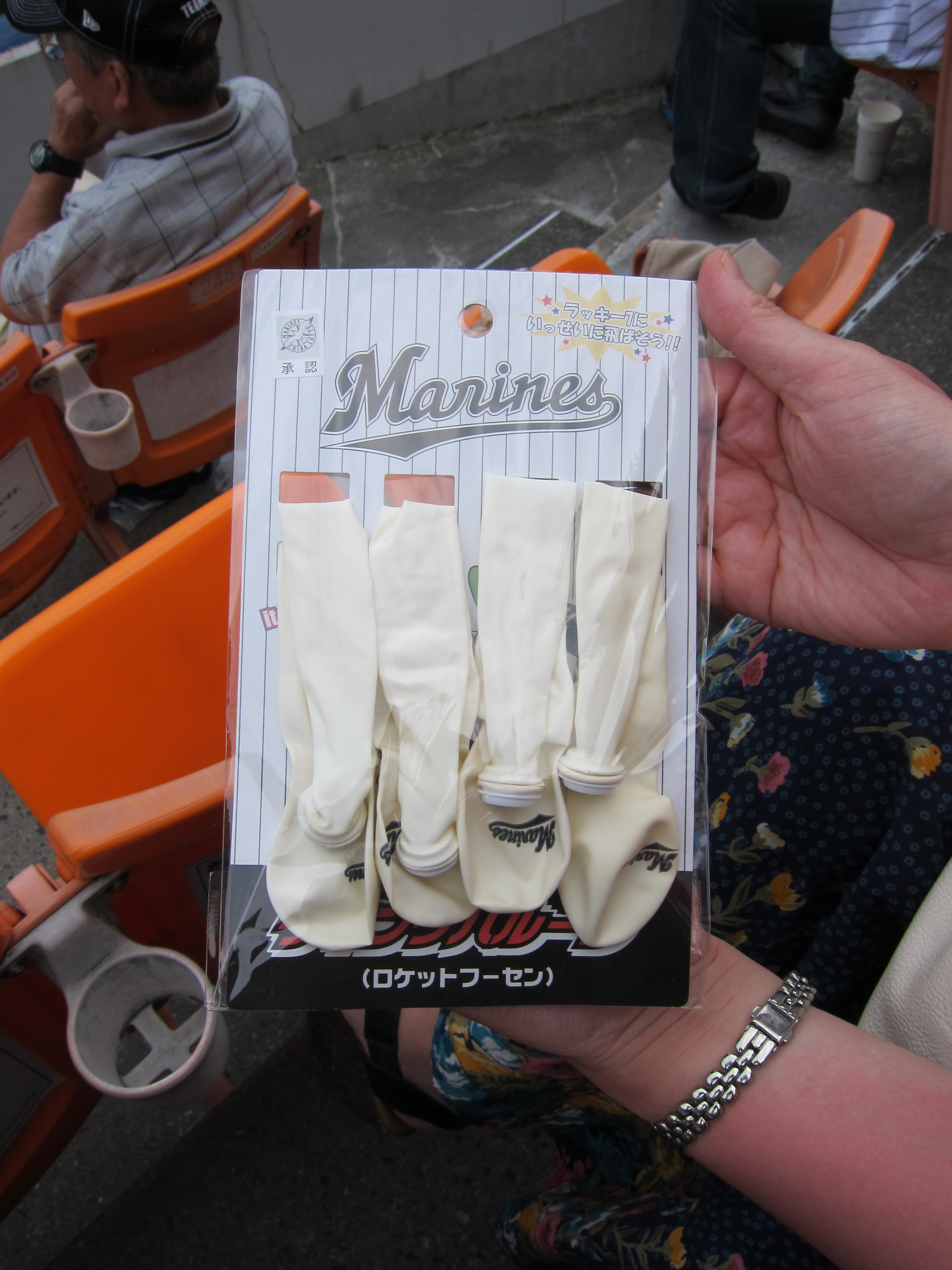
膨らませる前の様子と大きさ

ゴム風船は、風船を構成するゴムの収縮時よりも大量の空気が入っている場合、ゴムが伸張され、ゴムの収縮作用により中の体積を圧縮しようとする働きを起こす。この時、風船内部の気圧と外部の大気圧に大きな差が生じ、風船の口を開ければ風船内部から勢いよく空気が吹き出す。これを推進力にして飛ばすことを目的とした物がジェット風船である。
ゴム風船の吹き口には、飛ばす時に音が出るようにプラスチック製の笛が仕組まれている。この笛の構造は至って簡単で、2枚の日本の五円玉を少し間隔をおいたような構造になっている。元はラムネなどの駄菓子に見られた構造でそれを流用した物である。

## 歴史
日本において、ジェット風船は1970年代から駄菓子屋、祭り屋台のくじ引き等で子供向け販売されていた。形は大きく分けて2種類あり、球形の物と棒型の物が存在した。
かつてはプロ野球やコンサート等でファンが紙テープを投げる光景がよく見られていたが、その芯が歌手の目を直撃する傷害事故があって禁止された。ただし、優勝時などの特別な状況に限り紙テープが解禁されることがある。その場合は、芯を抜いてから投げるのが通例である。

### プロ野球観戦におけるジェット風船
ジェット風船の応援は、1978年5月13日に広島東洋カープのファンが、甲子園球場（当日は阪神対広島戦）でジェット風船を飛ばしたのが始まりとされる。しかし、一般的にプロ野球の応援の代名詞的なイメージとして定着したのは、1985年の阪神タイガース優勝時に甲子園を埋め尽くした阪神ファンが一斉に放ってからである。

### 学生野球観戦におけるジェット風船
学生野球においては、更に時代を大きくさかのぼった1931年に、東京六大学野球の慶明戦で、明治大学野球部が慶応大学野球部に勝利を納めた場面で、明治大学応援団が密かに用意していた、「明大大勝」と大書した大風船を空に放ち、更に同時に放った多くの赤い小風船と共に神宮の客席を舞い壮観を呈した様子が、戦勝を祝す応援団の新戦術として白黒写真と共に同年10月2日の東京朝日新聞の紙面で紹介されている。

### 2020年代以降
後述のように、2020年からの数年間は『2019年型コロナウィルス感染症の世界的な流行』に伴い、感染拡大防止の観点から、プロ野球主催試合においては全球場で使用が禁止された。
2023年からは感染法上で前述の感染症が季節性感冒と同等の第五類になったことから、徐々にジェット風船の使用を再開する球団が出てきている。

## 飛ばすタイミング

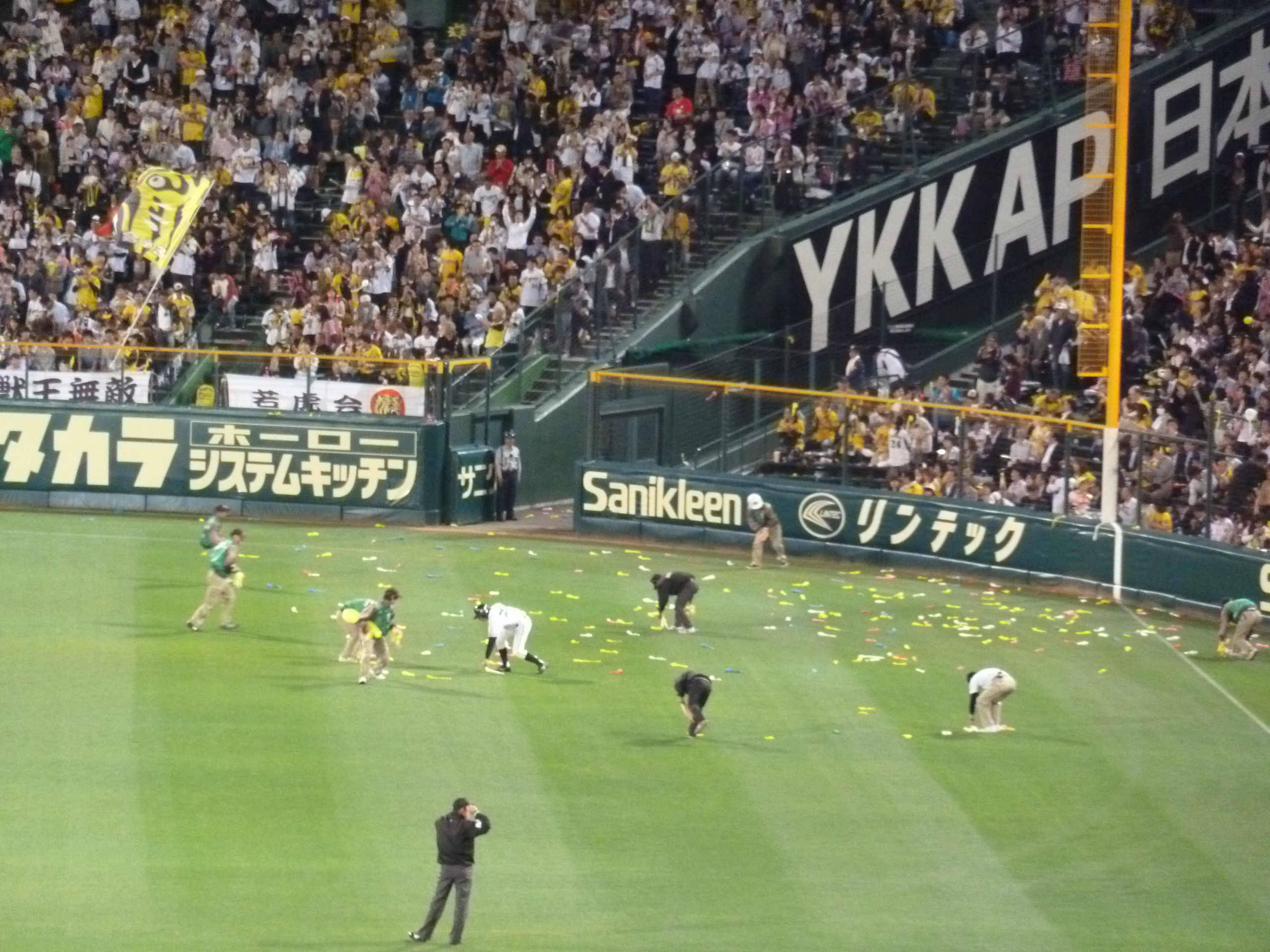
ジェット風船の片づけ

いわゆる「ラッキー7」と呼ばれる、7回表裏の攻撃前にホーム・ビジターそれぞれのファンが一斉に（応援歌、球団歌などを演奏し終えたあとに）飛ばす形態が定着している。特にホームチームの攻撃となる7回裏の開始前は球場内に大量にジェット風船が飛び交い、その一部はグラウンドにも落ちるため、球場のスタッフ等が予め内外野のフェンスに沿って一列に並び、グラウンドに落ちたジェット風船を一斉に回収している。
民放テレビのプロ野球中継では、3アウトで攻守交替の直後にCMに入ることが多いが、7回表終了直後〜7回裏開始前のジェット風船飛ばしの瞬間は放送されることがある（サンテレビの中継では、7回裏開始前だけはすぐCMに入らず、ジェット風船飛ばしが終わってからCMに入る）。
2000年代以降では各球団ファンがチーム勝利時にも飛ばすようになった（1990年代の時点で福岡ダイエーホークスファンは勝利時に風船を飛ばしていた）。当時は、勝利を表す「白星」とかけて白色の風船を飛ばすファンや、色をホームでは白、ビジターゲームではチームカラーに統一している応援団も存在する（主催球団の選手は白のユニフォームを着るため。阪神の場合は、勝利決定時にラッキー7と同様に白以外の様々な色の風船を飛ばす）。
2012年からはパ・リーグチームのファンは全て（少なくとも本拠地の試合では）風船飛ばしを行うようになった。

## 各球場の対応

### ジェット風船禁止球場
現在、日本では下記の球場が「天井に風船が引っかかる」との理由、あるいは条例抵触等のその他特殊な事情で観戦規則に禁止規定を設けている。
- 東京ドーム
  - 球場の屋根は空気圧による膨張で持たせており（場内は場外より3hPaだけ気圧を高めている）、変圧などで破損のおそれがあるため。場内の圧抜けを防ぐため、全てのゲートにはエアロックがある。
  - 1998年12月31日から1999年1月1日にかけて行われたJ-FRIENDSのカウントダウンライブではジェット風船が飛ばされていた。
- ナゴヤドーム
  - 換気の妨げ（旧本拠地のナゴヤ球場では使用が認められていた）
  - 2012年8月8日の試合で7回裏に試験的にジェット風船の使用が許可された[4]。以後もジェット風船解禁試合が設けられている。
- 明治神宮野球場
  - 球場周辺への風船ゴミ飛散防止
  - 感染症防止
  - 元々はライトスタンドを除いて使用が認められていたが、2009年新型インフルエンザの影響で一時禁止し、その後正式に禁止となった。
- エスコンフィールドHOKKAIDO
  - 新型コロナウイルス対策のため開場当初は口からの膨らまし、膨らましパーツ（専用ポンプ）のいずれも使用禁止もなっており、解禁未定（後述）。
- 相模原市立相模原球場
  - 試合進行妨害。
  - 外野スタンド後方にある住宅地や高校に風船が入り込む危険性があるため禁止している。

### ジェット風船制限球場
下記の日本の球場については、ジェット風船の使用について制限事項を設けている。
- 札幌ドーム
  - 2011年まではバックスクリーン付近のスタンド部分等の可動部が多く、除去されなかった風船を巻き込むことで稼働装置が故障することを懸念して使用禁止となっていたが、同年6月12日の横浜戦で試験的に使用を許可した。その後、稼働装置に問題がなかったことと観客から好評だったことを受けて、2012年から全試合で使用可能となった。ただし、衛生上の観点からハンドポンプを使って膨らませるか、ふくらましパーツ[5][6] を使って『パーツから息を吐いて膨らませる』という条件があり、『直接口から息を吐いて膨らませる』ことは引き続き禁止されている。
- 福岡ドーム（みずほPayPayドーム福岡）
  - 天井まで飛ばない形状の専用の風船のみ使用可能。
- MAZDA Zoom-Zoom スタジアム広島
  - 飛距離が伸びないように作られた専用の風船のみ使用可能。レフト側には西日本旅客鉄道（JR西日本）山陽本線がすぐ近くを通っているため、風船が線路まで飛んでいかないようレフト側スタンドにはネットを取り付けるなど、飛散防止の工夫がなされている。
- 横浜スタジアム
  - 2012年までは横浜市ポイ捨て・喫煙禁止条例抵触[7]（球場が横浜公園の施設の一部であることから条例が適用される）や、試合進行妨害、すぐ近くを通る東日本旅客鉄道（JR東日本）京浜東北・根岸線の架線に風船が引っかかると電車の運行の妨げになる危険性から通常時は使用禁止としていたが、2013年からマツダスタジアムと同様に飛距離が伸びない専用の風船のみ使用可能となった。
  - 2012年にはジェット風船の代用としてシャボン玉を使用した応援が行なわれていた。
  - 横浜スタジアムを本拠地球場としている横浜DeNAベイスターズは専用の風船「スタージェット」について、球場外へ飛び出す可能性が低く、球場周辺の公園の環境面や、近くを走る電車への影響という安全面でも優れた風船と謳っている[8]。
  - 1995年のオールスターゲームのみ特別に許可され、チームカラーの1つである黄色い風船で埋め尽くされた。

野外に落ちた風船を野鳥が誤って食べて窒息死することがあるほか、自然環境へ影響を及ぼす可能性もある。このため、禁止されているか否かに関わらず、野外球場では使用すべきでないという意見もある。
横浜スタジアムでは2002年に、札幌ドームでは2003年に、当時それぞれジェット風船を禁止していたにもかかわらず、阪神ファンが風船を飛ばしたことで、当時阪神監督の星野仙一がファンに対して激怒したというエピソードがある。ジェット風船禁止時代の横浜スタジアムにおける阪神ファンのジェット風船飛ばしは、禁止がアナウンスされているにも関わらず一部のファンにより行われていた。

## 使用状況など

### 飛ばす

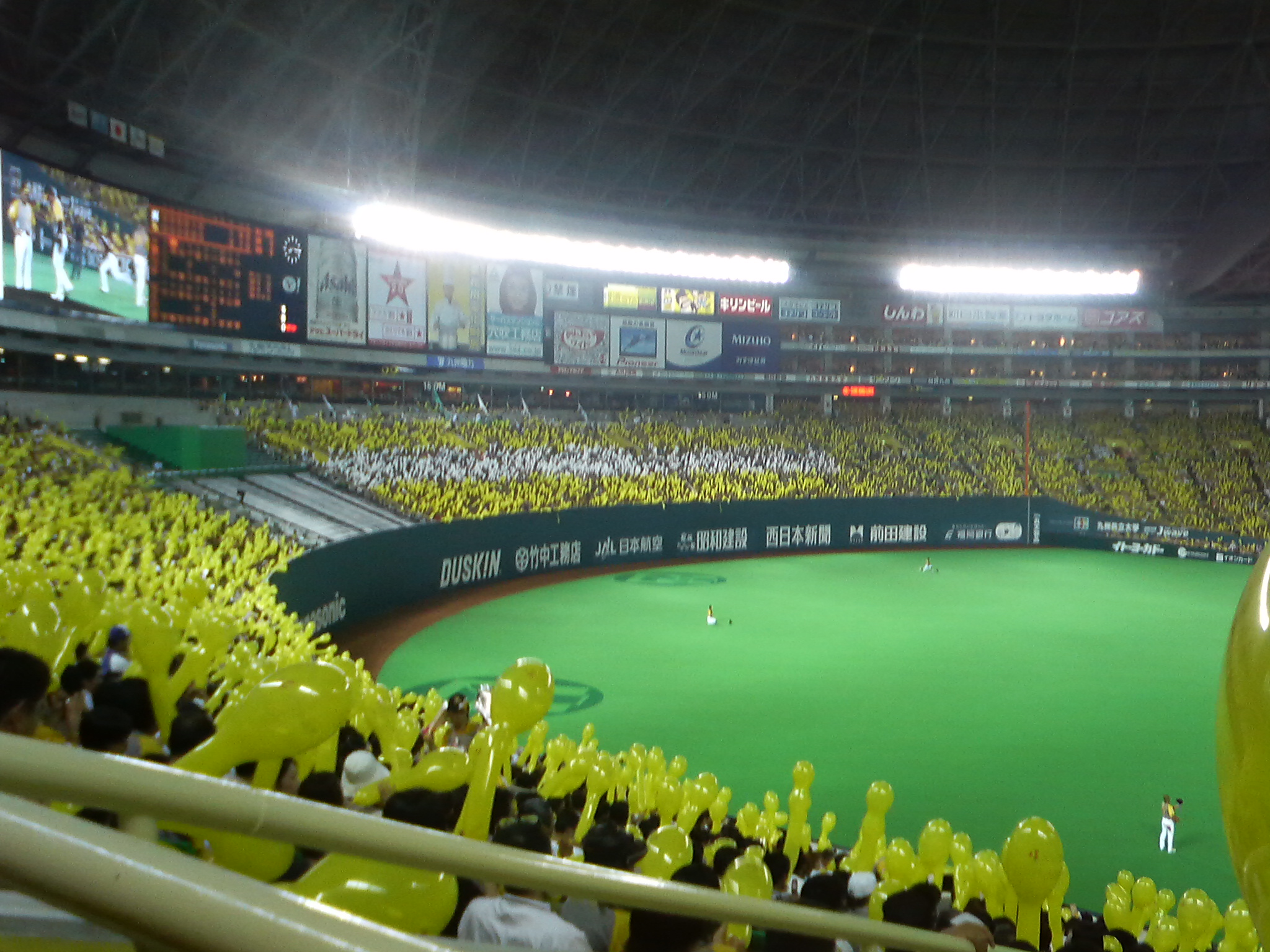
ジェット風船で埋め尽くされた福岡ドームの観客席（鷹の祭典2007にて撮影）。ライトスタンド（写真中央）は、2色の風船を使って福岡ソフトバンクホークスの球団旗と同じ黄－白－黄のストライプに見えるように膨らませてあるのが分かるが、これは私設応援団が協力を呼びかけて実現したもの。

- 広島東洋カープ
以前は統一せず、カラフルであった。後に基本は赤一色となり、鯉のマークが入っている。勝利時にも飛ばす（勝利時も同じく赤一色）。

- 横浜DeNAベイスターズ
  - 2013年シーズンから本拠地・横浜スタジアムで風船使用が解禁された。7回表終了後および勝利時に青色の風船を飛ばす（2014年まで勝利時には水色の風船を飛ばした）。
  - 解禁される前は、2006年5月27日にスカイマークスタジアムでオリックスと対戦した際、スポンサーの神戸トヨペットが先着2万人に配った創立50周年記念のジェット風船は、横浜ファンも飛ばした。また、後述の2011年6月12日の札幌ドームの日本ハム戦において、横浜ファンも青色のジェット風船を飛ばした。
- 東北楽天ゴールデンイーグルス
  - 基本は赤一色(イベントによっては例外あり)であり、勝利時には白色の風船を飛ばす。
- 埼玉西武ライオンズ
  - 基本は青一色である。以前は勝利時には白色の風船を飛ばしており、2008年より一時は青と白が分けられて販売されていたが、後に青い風船しか販売されなくなった（通常時。ビジターユニホーム着用時は青と赤の風船がセット販売される）。2010年のライオンズ・クラシックでは赤い風船、2012年の西武鉄道創立100周年シリーズでは水色と緑の風船が飛ばされた。更に、2016年のライオンズフェスティバル2016では緑、2017では赤、2018では白と青、2019では水色の風船が飛ばされた。
  - 2019年8月21日は、「SAVE THE HOPE ライオンズオレンジリボン運動デー」と銘打たれ、オレンジ色の風船が飛ばされた。
- 福岡ソフトバンクホークス
  - 基本は黄一色（イベントによって例外あり）。勝利時には白色の風船を飛ばす。ダイエー時代は統一せずにカラフルだったが、1990年代後半から緑とオレンジを販売開始した。なお2004年、2012年以後毎年実施されている、東京ドームでの主催試合においてはジェット風船は使用禁止のため、代わりとして1塁側応援団席の来場者全員に配られる小旗を振る。

### 過去に飛ばしていた
いずれもコロナ禍の2020年以降使用規制を続けており、2025年シーズン開幕時点で再開していないもの。
- 阪神タイガース
  - 色の統一はなくカラフルだが、公式販売されていた当時の風船は黄色であったため、黄色が多い。ただし読売ジャイアンツを連想させるオレンジ色は忌避するファンが多い。勝利時にも飛ばす（勝利時も同じくカラフル）。専用ポンプとジェット風船を入場者に配布して行った2025年3月9日のオープン戦での実証実験やアンケートの結果を踏まえ、2026年のシーズンから解禁することを決定した。ただし、実証実験時と同様に専用のハンドポンプで風船を膨らませることが条件であり、コロナ前まで販売していたジェット風船、専用ポンプ以外で膨らませた風船は禁止とする。また、京セラドーム大阪では引き続き禁止とする[9]。
- 北海道日本ハムファイターズ
  - 〈札幌ドーム時代〉
    - 2012年シーズンから先述の専用ポンプ或いはふくらましパーツの使用を条件として解禁された。7回表終了後に青色の風船を飛ばし、勝利時には白色の風船を飛ばす(以前は金色の風船が飛ばされていた)。2012年6月16・17日のヤクルト戦では「選手プロデュースデー」で、両日とも赤色の風船を飛ばした。また、道内の各地の球場（函館オーシャンスタジアム・旭川スタルヒン球場・帯広の森野球場）の試合でも風船の使用が解禁となった。但し、東京ドームでは引き続き全面使用禁止のままとしている。
    - 解禁される前は、2007年9月28日に千葉マリンスタジアムでロッテと対戦し、勝利を収めリーグ優勝（2連覇）を決めた試合のラッキー7に日本ハムファンは赤色の風船を飛ばしていた。また、同球団の2軍での試合では緑色（2軍の同球団のチームカラー）の風船を飛ばすことがある。2011年6月12日の横浜戦から使用可能となった（7回表終了後に青色の風船を飛ばした。試合は日本ハムが勝利し、試合終了後に白色の風船を飛ばした）。

  - 〈エスコンフィールド時代〉
    - 2023年開業の時点ではジェット風船の使用は膨らましパーツも含めて当面禁止されている。
    - このように解禁されてから歴史が浅いためか、飛ばすファンの割合は他の球団よりも比較的少ない方である。
- 千葉ロッテマリーンズ
  - 元々はカラフルだったが2000年代中期頃より基本は白一色となった。Marinesの球団ロゴと、球団スポンサー・ハートフォード生命保険のマークが入っていたが、2010年以降は無地。マリンフェスタの際は水色(2018年までは青)、ALL FOR CHIBAデーの際は赤色の風船を飛ばす。
- オリックス・バファローズ
  - 7回表終了後に白色の風船を飛ばし、勝利時には青色の風船を飛ばす（このスタイルは2019年より。2014年から2018年までは7回は青、勝利時は金。2013年まで勝利時も色は7回攻撃前と同じだった）。
  - ただし球団の応援スタイルとしてタオルを掲げるものがあり、7回攻撃前もこのスタイルを踏襲するファンが多いことから飛ばす割合としては他球団より少ない傾向がある。
  - 元々は赤と青のツートンだったが、ユニフォームが変更された2011年度からは青と金のツートンへと移行している（復刻ユニフォーム着用などのイベントによっては例外あり）。
  - 大阪ドーム（京セラドーム大阪）では開場以来禁止されていたが、阪神戦を多く誘致したいドーム側の意向があり、2000年シーズン後から解禁された。

### ビジター・地方球場でのみ飛ばす
いずれも禁止球場では飛ばさない。
- 読売ジャイアンツ
  - カラフルの場合とオレンジ一色の場合がある。
- 中日ドラゴンズ
  - ビジター・地方球場（かつての本拠地・ナゴヤ球場でも同様だった）で飛ばす際は、統一色はなく、カラフル。先述の通り、2012年以降のナゴヤドームでのジェット風船使用解禁試合では、中日ファンは青色の風船を飛ばしている。

### ほとんど飛ばさない
- 東京ヤクルトスワローズ

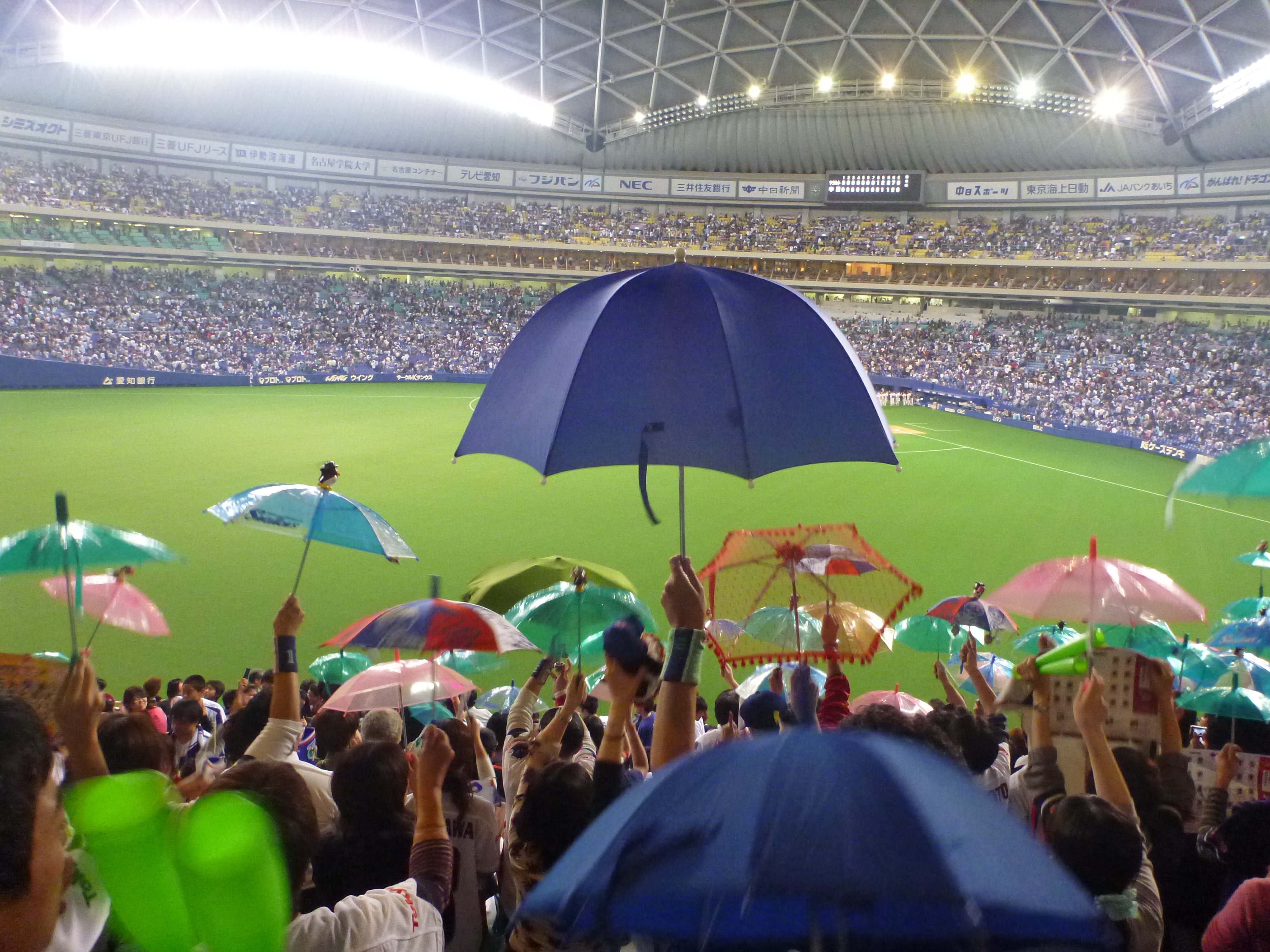
東京ヤクルトスワローズのファンには、青または緑の傘で東京音頭を踊ることが浸透している。

  - 7回は東京音頭を青もしくは緑色のビニール傘で踊ることが恒例となっているため、ファンに浸透していない。前述の通り、2009年途中からホームの神宮球場では環境上の問題で全面使用禁止となった（その以前もライトスタンドはジェット風船禁止となっていた）。なお、使用禁止となる前は、全国の球場で唯一、黒色のジェット風船を販売していた。

## Jリーグ観戦におけるジェット風船
Jリーグサポーターもジェット風船を飛ばすことがある。クラブ呼びかけで、試合開始時・ハーフタイム時・勝利時にジェット風船を飛ばすこともある。ただし、クラブルール・スタジアムルールで禁止されているところもある。

## その他
四国アイランドリーグplusやベースボール・チャレンジ・リーグといった独立リーグでもファンがジェット風船が飛ばすことがある。台湾プロ野球でもファンによるジェット風船飛ばしが行われる。
2012年5月20日の甲子園球場での阪神-楽天（セ・パ交流戦）において、阪神ファンが阪神の不甲斐なさに抗議する形で7回表の楽天攻撃時にジェット風船を飛ばすということがあった。
ワールド・ベースボール・クラシックでの日本ラウンドでは、通常時ジェット風船使用可能球場でもこれの使用は禁止される。
2016年9月22日に、阪神ファンとして知られる水樹奈々が長年の悲願であった甲子園球場でのライブを開催した際は、グッズのラインナップにジェット風船が入っていたほか、当日の入場者全員にジェット風船が1個ずつ配布され、7曲目（POP MASTER）の前に阪神の公式戦におけるラッキーセブンの前のファンファーレが流され、その後一斉に飛ばすという演出がなされた。なお、水樹のライブではそれ以前にも2006年1月21日の日本武道館公演にて、阪神ファンであることにちなんだサプライズとしてジェット風船を飛ばすという演出があった。

## 感染症の流行を理由としたNPBの試合でのジェット風船使用規制
感染症の流行を理由としてNPBの試合でのジェット風船の使用規制がかかったケースは過去に2例ある。
2009年
2009年新型インフルエンザ問題では兵庫県神戸市で感染者が見つかったこともあり、飛沫感染の危険性を考慮し京セラドーム大阪で使用を自粛するようになったのを皮切りに、追随する形で全国各地の全ての球場で規制を実施、5月下旬以降は全ての球場からジェット風船を飛ばす光景が消滅した。6月下旬には鎮静したと判断され、ゴミ飛散防止を理由にそのまま使用禁止となった神宮球場を除く各球場で順次ジェット風船を再開した。しかし、8月に入り再び新型インフルエンザが流行化。そのため、全ての球場で再びジェット風船使用が自粛されるようになった。その後、2010年シーズンの開幕と同時に解禁された。
なお、甲子園球場ではジェット風船規制の代わりとしてラッキー7の攻撃時に、ビジター球団の応援歌と、『六甲おろし』の合唱を振り替えで行っていた。また、ソフトバンクとロッテのファンは、風船打ち上げ自粛の間タオルを広げていた。西武ファンはフラッグを振っていた。
2020年 -
2020年から2022年の2年間、新型コロナウイルスの感染拡大に伴い、全球場で統一して、膨らましパーツや飛びにくい特殊素材含めたジェット風船の使用が禁止された。また、2021年阪神タイガースは代替商品として、ジェット風船のイラストが描かれたタオルを制作・販売し、主催試合の7回裏ではタオルを掲げる応援方法を採用している。また、2022年シーズンよりナイター設備がLED化された際には、照明器具を電光掲示板のように用いてジェット風船を飛ばすアニメーションの演出を取り入れている。
なお、2023年は感染法上でコロナが季節性感冒と同等の第五類になったことから、広島東洋カープが6月28日のDeNA戦（マツダスタジアム）から、7月15日からは福岡ソフトバンクホークスでも、ジェット風船の応援を再開。2024年のシーズン開幕からは埼玉西武ライオンズ、東北楽天ゴールデンイーグルス、横浜DeNAベイスターズがジェット風船の使用を再開するなど、徐々に解禁の動きを見せつつある。いずれの球団でも、専用のポンプと膨らましパーツの付いた風船を用いた形での使用に限定され、過去販売した風船の利用や口で膨らませることは認められていない。
一方で、阪神や、新球場に移転した北海道日本ハムは2024年開幕以降も当面の間は再開を見送る（膨らまし用ポンプも禁止）など、各球団によって対応が分かれている状況が続いている。
これについて、TBSテレビ『THE TIME,』総合司会の安住紳一郎は、同番組で、「やっぱり口でふくらませますから衛生上の問題とかあるようです。ただ、もともとゴミの問題から衛生上の問題からコロナの前から取りやめている球団、球場もあるようでいろいろ考え方があるようです」とし、その上で、環境の問題も含めて、「やはりコロナの前までにすべてが戻るということは、もうないのかもしれませんね」と明かしていた。